# Церква Святого Архистратига Михаїла (Завалів)
Храм Святого Архистратига Михаїла — церква у селі Завалів Підгаєцького району Тернопільської області, діюча церква Підгаєцького благочиння Тернопільської єпархії Української православної церкви Київського патріархату.

## Назва
Церкву названо на честь Архистратига Михаїла.

## Історія
Спочатку церква у Завалові називалася імені св. Архистратига Михаїла, та коли цісар Йосиф ІІ у 1782 році закрив церкву св. Миколая і розв'язав монастир оо. Василіян на Кам'яній Горі, тоді частину церковного майна і чудотворний образ св. Миколая перенесено до Завалова, відтоді церква носила назву імені св. Архистратига Михаїла і св. Миколая.
У 1886 році у Завалові сталася велика пожежа. Згоріло майже все село, у тому числі й стара дерев'яна церква та дзвіниця. Але вже у 1893 році було збудовано нову, муровану церкву, а в 1893 - дзвіницю, теж муровану, велику, з банею. Будівничим церкви і дзвіниці був Хащевич із Монастириська.
Пізніше образ св. Миколая перенесли у церкву села Середнє, де тепер є церква св. Миколая (1995р.), а завалівський храм знову став імені св. Архистратига Михаїла.

## Парохи
1825 до 1848 - першим знаним парохом Завалова був о. Елифей Гарасевич. 
Декілька років після його смерті в Завалові не було священника. Аж поки завалівський дідич д-р Климентій Рачинський, перебуваючи у Львові на Богослужінні в Преображенській церкві), почув спів і відправу молодого священника о. Дмитрія Гузара. Йому він і запропонував парафію в Завалові.
У 1875 р. - парохом був о. Гриба.
Біля 1878 року син о. Дмитра Гузара, о. Євген Гузар, теж парохував у Завалові, і створив хор.
На місце о. Д. Гузара прийшов о. Дионізій Коцюба, який у 1930-х роках змінив своє прізвище на Коцюбинський. Помер о. Коцюбинський у 1950 році, і протягом двох років у Завалові не було священника, приїздив парох з Носова, о. Максимюк.
У 1952 році прийшов о. Іван Метельський з Дубна. Йому збудували парафіяльний дім, адже попередній парафіяльний дім влада забрала під медпункт. Та у 1970 році, після смерті дружини, о. Метельський виїхав із Завалова.
Серед парохів також були: о. Я. Рокицький, о. Мирослав Муравський, о. Власав-Панашій .

## Завалівська церква сьогодні
17 листопада 2019 року архієпископ Тернопільський і Кременецький Нестор з архієрейським візитом відвідав Підгаєцьке благочиння ПЦУ, і на запрошення настоятеля храму св. архістратига Михаїла священника Володимира Капустяника Високопреосвященнійший владика звершив Божественну літургію, а також освятив новий престіл храму та антимінси для Підгаєцького благочиння .